# Chen Meng
Chen Meng (陈梦S, Chén MèngP; Qingdao, 15 gennaio 1994) è una tennistavolista cinese.
Nel suo palmares vanta la vittoria della Coppa del mondo di tennis tavolo, dei Campionati mondiali a squadre due medaglie d'oro Giochi olimpici di Tokyo e una ai Giochi olimpici di Parigi 2024. 
È stata la numero uno del ranking mondiale dal 2018 sino a gennaio 2022..

## Palmarès
- Giochi olimpici estivi

Tokyo 2020: oro nel singolare e a squadre.
Parigi 2024: oro nel singolare e a squadre.
- Mondiali:

Parigi 2013: bronzo nel doppio.
Düsseldorf 2017: argento nel doppio.
Budapest 2019: argento nel singolare e bronzo nel doppio.
- Mondiali a squadre:

Tokyo 2014: oro.
Kuala Lumpur 2016: oro.
Halmstad 2018: oro.
- Coppa del mondo:

Weihai 2020: oro nel singolare.